# Werner Kuhn (Physikochemiker)

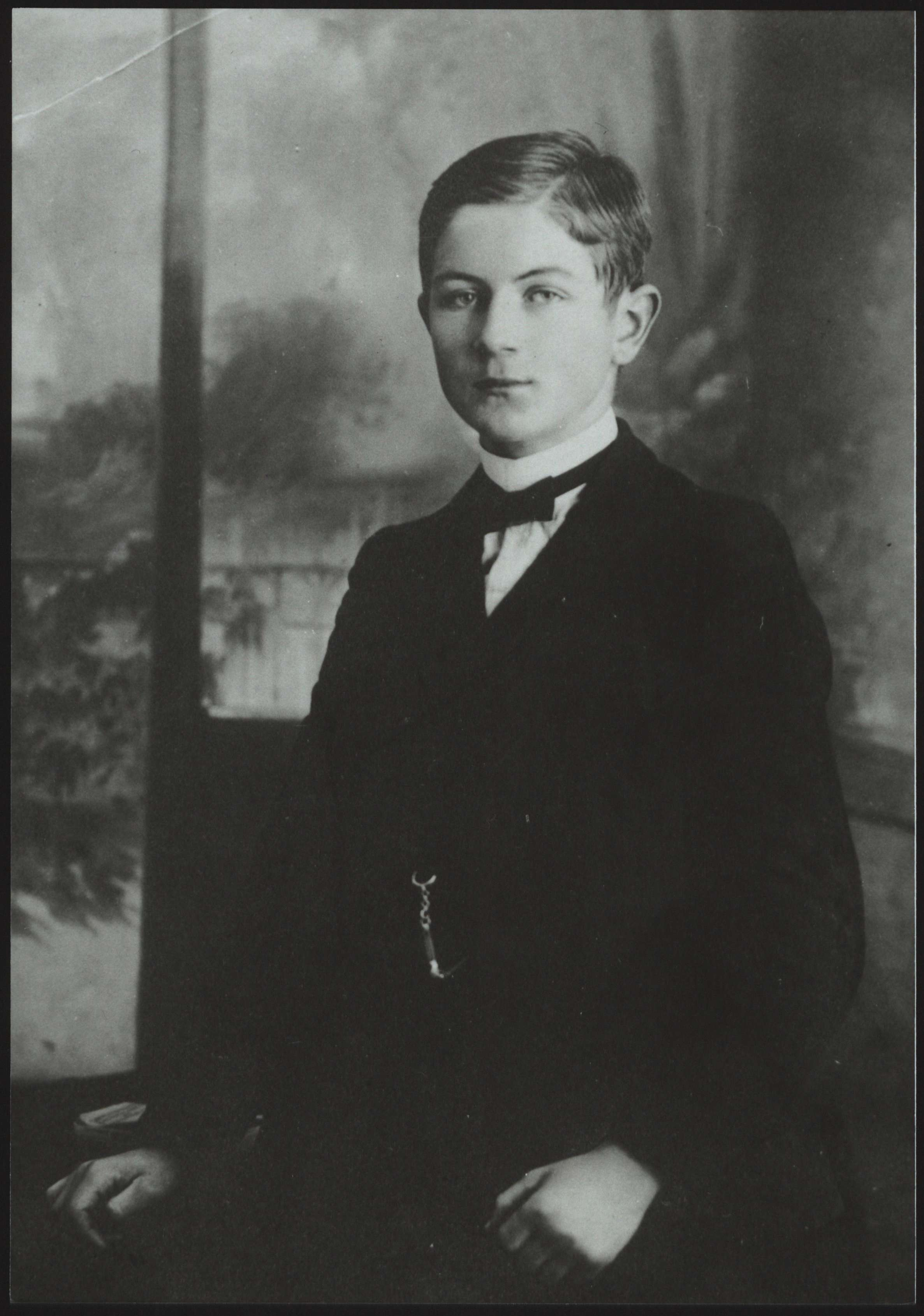
Werner Kuhn als Jugendlicher (etwa 1916)

Werner Kuhn (* 6. Februar 1899 in Maur am Greifensee; † 27. August 1963 in Basel) war ein Schweizer Physikochemiker.

## Leben und wissenschaftliche Arbeiten
Werner Kuhn studierte ab 1917 an der ETH Zürich Chemie und erhielt 1921 das Diplom als Ingenieur-Chemiker. 1923 promovierte er mit einer Arbeit über die photochemische Zersetzung vom Ammoniak. Anschliessend arbeitete er zwei Jahre als Rockefeller-Stipendiat in Kopenhagen unter Niels Bohr mit Untersuchungen von Absorptionsbanden von Molekülen. 1927 habilitierte sich Werner Kuhn an der Universität Zürich mit einer Arbeit über die Stärke der anomalen Dispersion in Dämpfen von Kalium, Thallium und Cadmium. Von 1927 bis 1930 beschäftigte er sich dann an der Universität Heidelberg bei Karl Freudenberg mit optisch aktiven Substanzen. Schwerpunkt war hierbei die photochemische Herstellung von optisch aktiven Verbindungen aus optisch inaktiven Stoffen. Für ein paar Monate wechselte er in das Kernphysikalische Laboratorium von Ernest Rutherford nach Cambridge, wo er sich mit der Aussendung und Absorption von Gammaquanten beschäftigte und damit ähnliche Untersuchungen wie Rudolf Mößbauer, dessen Arbeiten später zum Mößbauer-Effekt führten, durchführte.
Von 1930 bis 1936 war Werner Kuhn ausserordentlicher Professor am Institut für Physikalische Chemie in Karlsruhe. In dieser Zeit war der Schwerpunkt seiner Forschungen das Verhalten von Fadenmolekülen in Lösungen, insbesondere über Knäuelung und Entknäuelung von Polymeren in einer Strömung. 1936 erhielt er ein Ordinariat an der Universität Kiel und führte weitere Versuche zur photochemischen Erzeugung optisch-aktiver Stoffe durch, insbesondere aber auch zur photochemischen Isotopentrennung. Wichtig für die heutige Isotopentrennung nach dem Ultrazentrifugen-Verfahren waren auch Überlegungen zur Ergänzung der zentrifugalen Wirkung in der Gaszentrifuge durch das Gegenstromprinzip, das von ihm bereits vorher für die Destillation in einem dünnen Rohr (Haarnadel-Gegenstromprinzip) für Zwecke der Isotopentrennung (z. B. Gewinnung von schwerem Wasser) weiter entwickelt wurde. Dieses Multiplikationsprinzip nach dem Kuhn-Martin-Verfahren ist heute die Grundlage in industriellen Trennanlagen zur Uran-Anreicherung.
1939 folgte Werner Kuhn einen Ruf an die Universität Basel. In dieser Zeit fielen weitere Arbeiten über die optische Aktivität, eine Theorie über das Erdinnere, wobei er dabei von dem Fliessverhalten hochpolymerer Stoffe ausging und über ein künstliches Muskelmodell auf Basis eines Polyacrylsäure-Gels. In einer Arbeit wurde die Spannung von polymeren Netzwerken anhand der bei ihrer Deformation auftretenden Doppelbrechung erklärt und damit das Prinzip der Entropieelastizität eingeführt.
Ein Doktorand von ihm war in Basel der mit ihm nicht näher verwandte Hans Kuhn, der 1944 promoviert wurde.
1938 publizierte Kuhn ein Lehrbuch der physikalischen Chemie. 1955 bekleidete er das Amt des Rektors der Universität Basel. In seiner Amtszeit erhielt Niels Bohr den Titel eines Ehrendoktors in Basel. Im Jahr 1956 wurde er zum Mitglied der Leopoldina gewählt. 1961 wurde Kuhn mit dem Marcel-Benoist-Preis ausgezeichnet. Ebenfalls 1961 wurde er in die American Academy of Arts and Sciences gewählt. Seit 1947 war er korrespondierendes Mitglied der Heidelberger Akademie der Wissenschaften.